# Ройтіген
Ройтіген (нім. Reutigen) — громада  в Швейцарії в кантоні Берн, адміністративний округ Тун.

## Географія
Громада розташована на відстані близько 32 км на південний схід від Берна.
Ройтіген має площу 11,3 км², з яких на 4,5% дозволяється будівництво (житлове та будівництво доріг), 46,8% використовуються в сільськогосподарських цілях, 45,4% зайнято лісами, 3,3% не є продуктивними (річки, льодовики або гори).

## Демографія
2019 року в громаді мешкало 1000 осіб (+4,4% порівняно з 2010 роком), іноземців було 7,8%. Густота населення становила 89 осіб/км².
За віковим діапазоном населення розподілялося таким чином: 18,5% — особи молодші 20 років, 60,8% — особи у віці 20—64 років, 20,7% — особи у віці 65 років та старші. Було 458 помешкань (у середньому 2,2 особи в помешканні).
Із загальної кількості 225 працюючих 55 було зайнятих в первинному секторі, 64 — в обробній промисловості, 106 — в галузі послуг.